# إلينا تشاوشيسكو
إلينا تشاوشيسكو (بالرومانية: Elena Ceaușescu) ـ (ولدت باسم لينوتا بيتريسكو (بالرومانية: Lenuța Petrescu) في 7 يناير 1916 ـ أُعدمت مع زوجها في 25 ديسمبر 1989) كانت زوجة الرئيس الروماني السابق نيكولاي تشاوشيسكو، ونائبة رئيس وزراء رومانيا.

## عن حياتها
ولدت باسم لينوتا بيتريسكو لعائلة فلاحية في بلدة بيتريشتي ، في مقاطعة دامبوفيتا، في منطقة الأفلاق التاريخية ، وكان والدها يعمل فلاحًا ، فلم تتلقَّ سوى تعليم إبتدائي ، وبعد المدرسة الابتدائية ، إنتقلت مع شقيقها إلى بوخارست ، حيث عملت مساعدة مختبر قبل أن تجد عملًا في مصنع نسيج ، وبعدها إنضمت إلى فرع بوخارست للحزب الشيوعي الروماني عام 1939 ، والتقت بزوجها نيكولاي تشاوتشيسكو ، البالغ حينها من العمر 21 عامًا ، فانجذب تشاوشيسكو إليها على الفور ، وقرر الارتباط بها ، وتزوجا في 23 ديسمبر 1945.

## إعدامها
فرّت إلينا مع زوجها الرئيس المخلوع تشاوشيسكو في 22 ديسمبر 1989، بعد أن أدت أحداث تيميشوارا إلى الثورة الرومانية عام 1989 ، ولكن أُلقي القبض عليها هي وزوجها في مدينة ترجوفيشت ، وفي المحاكمة الصورية التي عُقدت ، لم تُجب إلا على بعض الأسئلة، إذ تولى زوجها دور الحماية ، وطلب منها الهدوء، وكان يهز رأسه كلما فتحت فمها للرد بغضب ، حينها تم إعدامهما رميا بالرصاص.

## روابط خارجية
- إلينا تشاوشيسكو على موقع IMDb (الإنجليزية)
- إلينا تشاوشيسكو على موقع الموسوعة البريطانية (الإنجليزية)
- إلينا تشاوشيسكو على موقع مونزينجر (الألمانية)
- إلينا تشاوشيسكو على موقع قاعدة بيانات الفيلم (الإنجليزية)
- إلينا تشاوشيسكو على موقع كينوبويسك (الروسية)